# Matthew Hayden
Matthew Lawrence Hayden AM (Spitzname: „Haydos“) (* 29. Oktober 1971 in Kingaroy, Queensland) ist ein ehemaliger australischer Cricket-Nationalspieler und früherer erster Batsman im australischen Nationalteam. Er war dafür bekannt, dass er sowohl im Test Cricket als auch im One-Day Cricket schnell Punkte erzielen konnte.
Sein Debüt bei einem One-Day International Match für die australische Nationalmannschaft gab Hayden am 19. Mai 1993 gegen England in Manchester. Bis April 1994 wurde er regelmäßig bei ODI Matches eingesetzt. Sein Debüt bei einem Test gab er im März 1994 gegen Südafrika in Johannesburg. Bis zum Jahr 2000 wurde er jedoch nur sporadisch bei Tests eingesetzt, da er als Schlagmann oft früh ausschied. Erst 2000 gelang ihm bei einem One-Day International Match gegen Neuseeland der Durchbruch. Nachdem er in einem Turnier gegen Indien 2001 einen Durchschnitt von 109,80 Punkten erzielte, der an Cricketlegende Donald Bradman erinnerte, wurde er fester Bestandteil des Teams. Im Oktober 2003 erreichte er gegen Simbabwe mit 380 Runs die zu diesem Zeitpunkt höchste in einem Innings erzielte Zahl von Runs. Der Rekord wurde 2004 von Brian Lara mit 400 Runs gebrochen. Im Februar 2007 erzielte Hayden im One-Day-Cricket gegen Neuseeland 181 Runs not out. Damit hält er den australischen Rekord der höchsten Zahl von Runs in einem Innings sowohl im Test- als auch im One-Day-Cricket.
Mit Justin Langer zusammen bildete Hayden das zweiterfolgreichste Startschlagmännergespann aller Zeiten.
2010 wurde er für seine Verdienste um den Cricket-Sport und um die Gemeinschaft durch die Unterstützung einer Reihe von Gesundheits-, Jugend- und Wohltätigkeitsorganisationen zum Member des Order of Australia ernannt.